# Карассаї
Карассаї (італ. Carassai) — муніципалітет в Італії, у регіоні Марке,  провінція Асколі-Пічено.
Карассаї розташоване на відстані близько 165 км на північний схід від Рима, 70 км на південь від Анкони, 22 км на північний схід від Асколі-Пічено.
Населення — 1104 особи (2014).

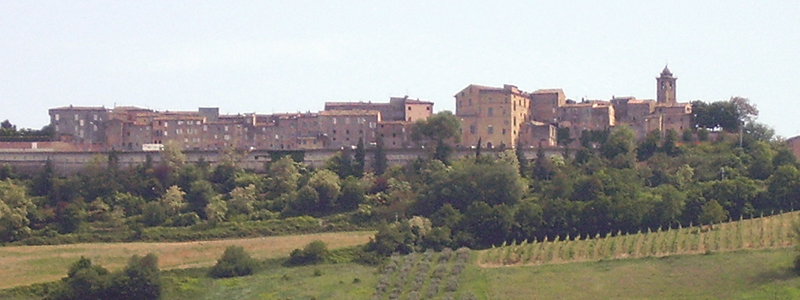

Щорічний фестиваль відбувається 11 червня. Покровитель — San Barnaba.

## Демографія
Населення за роками:

Станом на 1 січня 2023 року в муніципалітеті офіційно проживали 102 іноземці з 21 країни, серед них 31 громадянин країн Євросоюзу та 4 громадяни України.

## Сусідні муніципалітети
- Коссіньяно
- Монтальто-делле-Марке
- Монте-Відон-Комбатте
- Монтефьоре-делл'Азо
- Ортеццано
- Петритолі
- Рипатрансоне